# Aspasia Manos
Aspasia Manos (Grieks: Ασπασία Μάνου) (Athene, 4 september 1896 – Venetië, 7 augustus 1972) was prinses van Griekenland en Denemarken. Zij was de dochter van kolonel Petros Manos en Maria Argyropoulos.
Op 4 november 1919 huwde zij in het Tatoi-paleis in Athene met koning Alexander I van Griekenland. Hun huwelijk zorgde voor een schandaal: Aspasia was een fervent feministe en niet van adel. Bovendien was Alexander onder het Griekse volk niet geliefd. Het paar zag zich zelfs genoodzaakt het land verlaten en leefde korte tijd in ballingschap in Parijs. Na hun terugkeer in Griekenland kreeg Aspasia niet de titel koningin, maar werd in 1922 per koninklijk decreet prinses van Griekenland en Denemarken.
Op 25 oktober 1920 stierf Alexander als gevolg van een bloedvergiftiging, een zwangere Aspasia achterlatend. Op 25 maart 1921 beviel zij van een dochter, prinses Alexandra, die later met koning Peter II van Joegoslavië zou trouwen.
Aspasia Manos en haar dochter zijn de enigen binnen de Griekse Koninklijke familie geweest die van direct Griekse bloede waren.